# Россі (Нью-Йорк)
Россі (англ. Rossie) — місто (англ. town) в США, в окрузі Сент-Лоуренс штату Нью-Йорк. Населення — 799 осіб (2020).

## Демографія
Згідно з переписом 2010 року, у місті мешкало 877 осіб у 340 домогосподарствах у складі 237 родин. Було 526 помешкань
Расовий склад населення:
| - 98,6 % — білих - 0,2 % — корінних американців - 0,2 % — чорних або афроамериканців - 0,1 % — азіатів |

До двох чи більше рас належало 0,7 %. Частка іспаномовних становила 0,1 % від усіх жителів.
За віковим діапазоном населення розподілялося таким чином: 25,3 % — особи молодші 18 років, 59,8 % — особи у віці 18—64 років, 14,9 % — особи у віці 65 років та старші. Медіана віку мешканця становила 39,2 року. На 100 осіб жіночої статі у місті припадало 99,3 чоловіків;  на 100 жінок у віці від 18 років та старших — 102,2 чоловіків також старших 18 років.
Середній дохід на одне домашнє господарство  становив 50 391 долар США (медіана — 45 156), а середній дохід на одну сім'ю — 53 037 доларів (медіана — 46 719). Медіана доходів становила 36 029 доларів для чоловіків та 33 958 доларів для жінок. За межею бідності перебувало 29,7 % осіб, у тому числі 46,2 % дітей у віці до 18 років та 10,5 % осіб у віці 65 років та старших.
Цивільне працевлаштоване населення становило 353 особи. Основні галузі зайнятості: освіта, охорона здоров'я та соціальна допомога — 19,8 %, сільське господарство, лісництво, риболовля — 18,7 %, будівництво — 13,6 %, роздрібна торгівля — 12,2 %.